# 八日市郵便局
八日市郵便局（ようかいちゆうびんきょく）
- 滋賀県東近江市にある郵便局。本記事にて記述する。
- 岡山県井原市にある郵便局。局番号は54070。

八日市郵便局（ようかいちゆうびんきょく）は滋賀県東近江市にある郵便局。民営化前の分類では集配普通郵便局であった。

## 概要
住所：〒527-8799 滋賀県東近江市八日市野々宮町1-27

## 沿革
- 1872年3月9日（明治5年2月1日） - 八日市郵便取扱所として開設[1]。
- 1875年（明治8年）1月1日 - 八日市郵便局（五等）となる。
- 1879年（明治12年）5月1日 - 為替取扱を開始。同年8月1日より貯金取扱を開始。
- 1893年（明治26年）2月16日 - 八日市郵便電信局となる。
- 1903年（明治36年）4月1日 - 通信官署官制の施行に伴い八日市郵便局となる。
- 1956年（昭和31年）3月6日 - 電話通話事務の取扱を開始[2]。
- 1956年（昭和31年）10月5日 - 和文電報受付事務の取扱を開始。
- 1967年（昭和42年）7月3日 - 八日市市八日市町から同市野々宮町へ移転。
- 1999年（平成11年） - 外国通貨の両替および旅行小切手の売買に関する業務取扱を開始。
- 2006年（平成18年）9月25日 - 湖東郵便局、五個荘郵便局、蒲生郵便局から集配業務を移管[3]。
- 2007年（平成19年）10月1日 - 民営化に伴い、併設された郵便事業八日市支店に一部業務を移管。
- 2012年（平成24年）10月1日 - 日本郵便株式会社発足に伴い、郵便事業八日市支店を八日市郵便局に統合。

## 取扱内容
- 郵便、印紙、ゆうパック、内容証明
- 貯金、為替、振替、振込、国際送金、外貨両替・トラベラーズチェック、国債、投資信託
- 生命保険、バイク自賠責保険、自動車保険、変額年金保険、がん保険、引受条件緩和型医療保険
- ゆうちょ銀行ATM
- 「527-00xx」「527-01xx」「529-14xx」「529-15xx」区域（東近江市（旧八日市市域、旧愛東町域、旧湖東町域、旧五個荘町域、旧蒲生町域））の集配業務
- ゆうゆう窓口

## 風景印
- 図案は大凧と太郎坊。局名表記は「八日市」
- 使用開始日は2004年8月15日～

## 周辺
- 八日市文化芸術会館
- 東近江市立八日市図書館
- 滋賀県立八日市南高等学校
- 司学館高等学校
- 湖東信用金庫
- 野々宮神社
- ビジネス旅館はざま
- ホテルルートイン東近江八日市駅前
- 関西電力送配電八日市変電所

## アクセス
- 近江鉄道本線（湖東近江路線、水口・蒲生野線）・近江鉄道八日市線（万葉あかね線）八日市駅から南東へ約1km（徒歩約11分）
- 同駅から近江鉄道バス、ちょこっとバスで保健センター・図書館前停留所または文芸会館・青葉メディカル前停留所下車
- 名神高速道路 八日市ICから北西へ約3km、国道421号（八風街道）沿い
- 駐車場あり：18台